# Galaxie de Wolf-Lundmark-Melotte
Pour les articles homonymes, voir Lundmark.

Vue de la galaxie WLM prise en 1996 à l'ESO montrant le halo galactique entourant cette galaxie naine

La galaxie de Wolf-Lundmark-Melotte, souvent abrégée en galaxie WLM, est une galaxie naine irrégulière barrée du Groupe local située à environ 3,0 millions d'années-lumière (930 kpc) de la Voie lactée dans la constellation de la Baleine. Observée en 1909 par Max Wolf, elle a été identifiée comme galaxie en 1926 par Knut Lundmark et Philibert Jacques Melotte.
Un diagramme HR de cette galaxie a pu être établi à la fin du XXe siècle jusqu'à la 28e magnitude à l'aide du télescope spatial Hubble, montrant que les étoiles ont commencé à s'y former il y a au plus 12 milliards d'années, la moitié d'entre elles ayant plus de 9 milliards d'années ; la formation stellaire s'est ensuite sensiblement ralentie, avant de reprendre il y a entre 1 et 2,5 milliards d'années, essentiellement dans la barre.
L'étude des régions H II de cette galaxie a également révélé certaines anomalies quant à la concentration de l'oxygène dans l'atmosphère de certaines supergéantes de type A par rapport à leur abondance relative dans les nébuleuses : [O/H] = -0.21 ± 0.10 dans ces étoiles, contre [O/H] = -0.89 dans les régions H II correspondantes, soit un enrichissement correspondant à cinq fois plus d'oxygène dans les atmosphères stellaires que dans le milieu interstellaire environnant. Cette anomalie est d'autant plus remarquable que le différentiel de concentration d'oxygène et de fer est plutôt semblable entre la galaxie WLM et, par exemple, NGC 6822 (la galaxie de Barnard) et le Petit Nuage de Magellan, ce qui suggère une évolution stellaire semblable entre ces trois structures.